# Suzy Amis

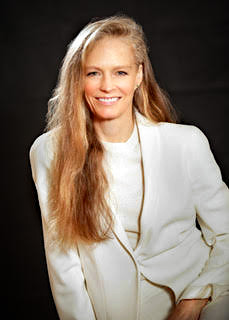
Suzy Amis (2017)

Susan Elizabeth „Suzy“ Amis Cameron (* 5. Januar 1962 in Oklahoma City, Oklahoma) ist eine US-amerikanische Filmschauspielerin und ehemaliges Fotomodell.

## Biografie
Susan „Suzy“ Amis, eines von insgesamt fünf Kindern eines Geschäftsführers einer Konstruktionsfirma, war in den 1980er Jahren ein in den USA gefragtes Model, das einmal von Eileen Ford als Das Gesicht der 80er bezeichnet wurde. Sie war unter anderem das Gesicht der Ford Motor Company und bei John Casablancas Elite Model Management unter Vertrag. 1993 wurde Amis vom US-Magazin Most Beautiful Women in der Liste der weltweit attraktivsten Frauen geführt.
1984 debütierte Amis in einer Episode von Miami Vice, und lernte kurz darauf ihren ersten Ehemann, den Schauspieler Sam Robards kennen, den sie 1986 heiratete. Beide wurden Eltern eines Sohnes. Die Ehe wurde acht Jahre später, 1994, geschieden.
Bei den Dreharbeiten zu Titanic, ihrem bekanntesten Film, lernte sie Regisseur James Cameron kennen. Dieser verließ ihretwegen Linda Hamilton, beide wurden ein Paar und heirateten am 4. Juni 2000. Mittlerweile hat das Paar drei gemeinsame Kinder.

## Filmografie (Auswahl)
- 1984: Miami Vice (Episode: Heart of Darkness)
- 1985: Fandango
- 1987: Chicago Blues (The Big Town)
- 1988: Plain Clothes
- 1988: Rocket Gibraltar
- 1988: Twister – Keine ganz normale Familie
- 1990: Die Zeit der bunten Vögel (Where the Heart Is)
- 1992: Rich in Love
- 1993: Two Small Bodies
- 1993: Watch it
- 1993: Little Jo – Eine Frau unter Wölfen (The Ballad of Little Jo)
- 1994: Explosiv – Blown Away (Blown Away)
- 1994: Nadja
- 1995: Die üblichen Verdächtigen (The Usual Suspects)
- 1996: Umsonst ist nur der Tod (One Good Turn)
- 1997: Letztes Gefecht am Saber River (Last Stand at Saber River)
- 1997: The Axe
- 1997: Verhängnisvolle Erbschaft (The Beneficiary)
- 1997: Cadillac Ranch
- 1997: Titanic
- 1997: Midnight Man – Killer der Regierung (Death of Midnight)
- 1998: Firestorm – Brennendes Inferno (Firestorm)
- 1999: Judgement Day – Der jüngste Tag (Judgement Day)

## Auszeichnungen
- 1994: Independent-Spirit-Awards-Nominierung als beste Hauptdarstellerin für Little Jo – Eine Frau unter Wölfen
- 1995: National-Board-of-Review-Award in der Kategorie bestes Ensemble für Die üblichen Verdächtigen
- 1998: Screen-Actors-Guild-Awards-Nominierung  in der Kategorie bestes Ensemble für Titanic